# Weidenstetten
Weidenstetten è un comune tedesco di 1 225 abitanti, situato nel land del Baden-Württemberg.